# Брекон (Огайо)
Брекон (англ. Brecon) — переписна місцевість (CDP) в США, в окрузі Гамільтон штату Огайо. Населення — 408 осіб (2020).

## Географія
Брекон розташований за координатами 39°16′37″ пн. ш. 84°21′7″ зх. д. / 39.27694° пн. ш. 84.35194° зх. д. (39.276974, -84.351843).  За даними Бюро перепису населення США в 2010 році переписна місцевість мала площу 1,45 км², з яких 1,45 км² — суходіл та 0,00 км² — водойми.

## Демографія
Згідно з переписом 2010 року, у переписній місцевості мешкали 244 особи в 98 домогосподарствах у складі 56 родин. Густота населення становила 168 осіб/км².  Було 113 помешкання (78/км²).
Расовий склад населення:
| - 84,8 % — білих - 2,0 % — вихідців з тихоокеанських островів - 2,0 % — чорних або афроамериканців - 7,8 % — осіб інших рас |

До двох чи більше рас належало 3,3 %. Частка іспаномовних становила 28,3 % від усіх жителів.
За віковим діапазоном населення розподілялося таким чином: 24,2 % — особи молодші 18 років, 56,5 % — особи у віці 18—64 років, 19,3 % — особи у віці 65 років та старші. Медіана віку мешканця становила 36,0 року. На 100 осіб жіночої статі у переписній місцевості припадало 101,7 чоловіків;  на 100 жінок у віці від 18 років та старших — 101,1 чоловіків також старших 18 років.
Середній дохід на одне домашнє господарство  становив 18 036 доларів США (медіана — 16 634), а середній дохід на одну сім'ю — 18 058 доларів (медіана — 16 453). За межею бідності перебувало 84,9 % осіб, у тому числі 100,0 % дітей у віці до 18 років та 0,0 % осіб у віці 65 років та старших.
Цивільне працевлаштоване населення становило 98 осіб. Основні галузі зайнятості: науковці, спеціалісти, менеджери — 52,0 %, будівництво — 48,0 %.